# Pasiphaeidae
Pasiphaeidae (лат.) — семейство морских пелагических креветок. Данное семейство является единственным в надсемействе Pasiphaeoidea и содержит 7 нынесуществующих родов:

- Alainopasiphaea Hayashi, 1999
- Eupasiphae Wood-Mason, 1893
- Glyphus Filhol, 1884
- Leptochela Stimpson, 1860
- Parapasiphae Smith, 1884
- Pasiphaea Savigny, 1816
- Psathyrocaris Wood-Mason, 1893

В обиходе креветок этого семейства ещё называют стеклянными креветками («glass shrimps» (англ.)) за присущий многим видам семейства прозрачный карапакс и светлые ткани тела.